# الکساندرای دانمارک
الکساندرای دانمارک (انگلیسی: Alexandra of Denmark؛ زادهٔ ۱ دسامبر ۱۸۴۴ – درگذشتهٔ ۲۰ نوامبر ۱۹۲۵) ملکه بریتانیا، و عکاس اهل دانمارک بود. وی ملکه بریتانیای کبیر و ایرلند و امپراتریس هند به عنوان همسر پادشاه ادوارد هفتم بود.

## نگارخانه

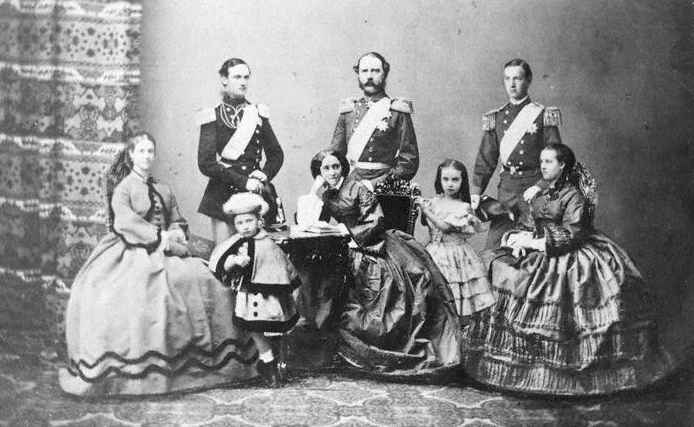
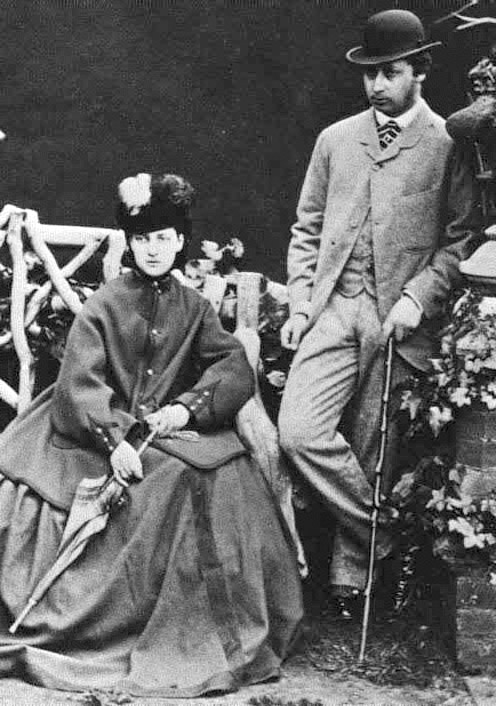
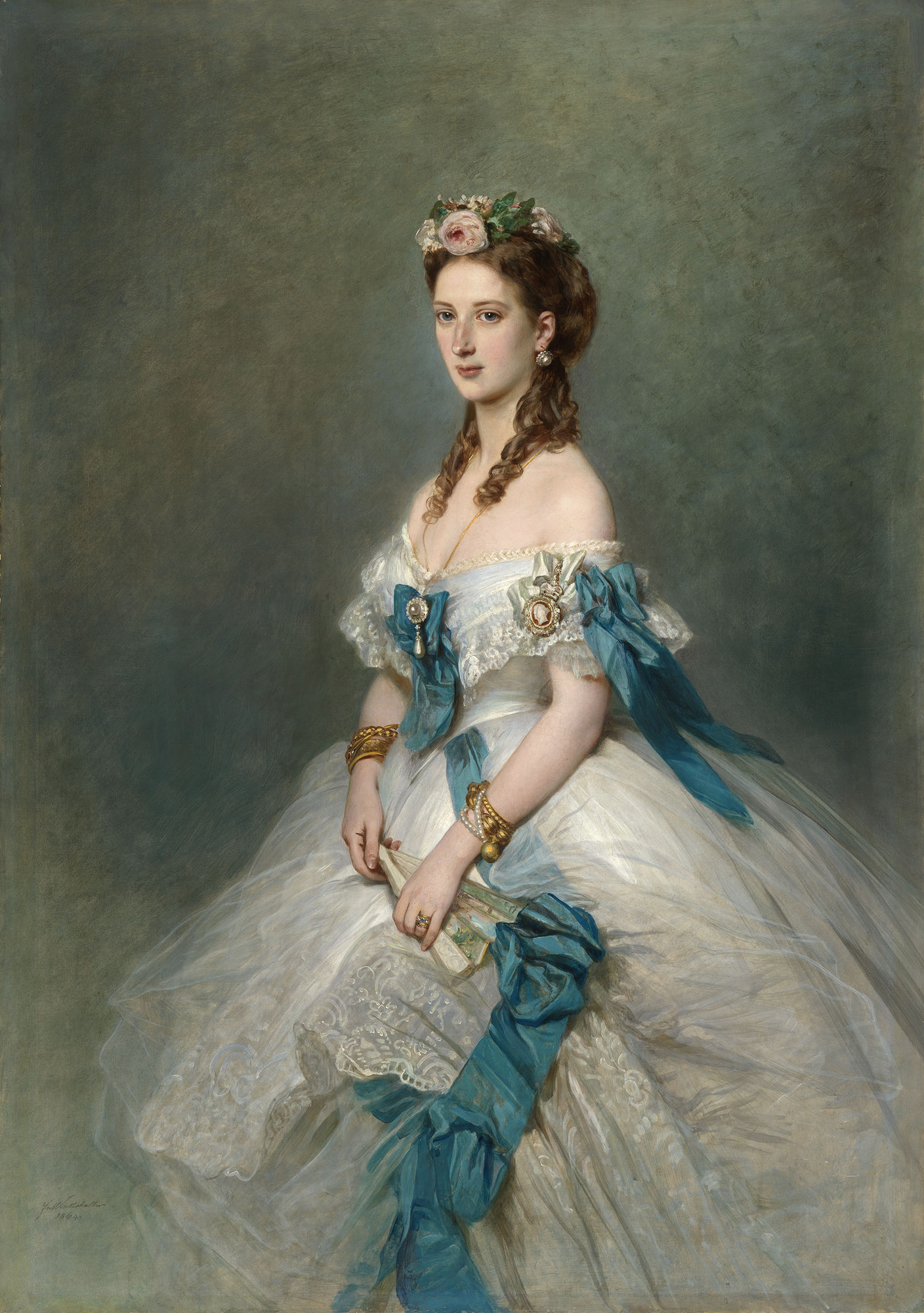
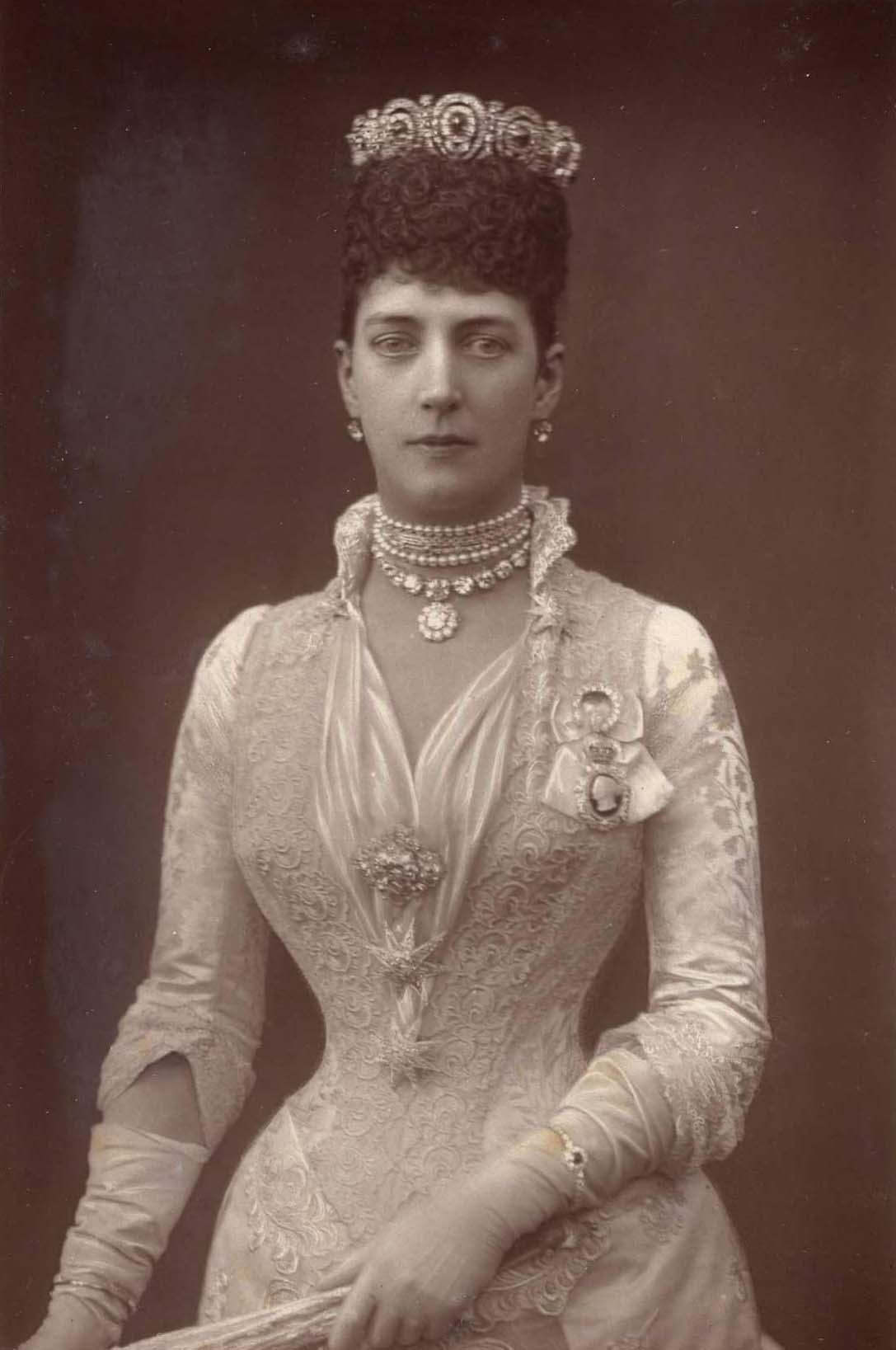
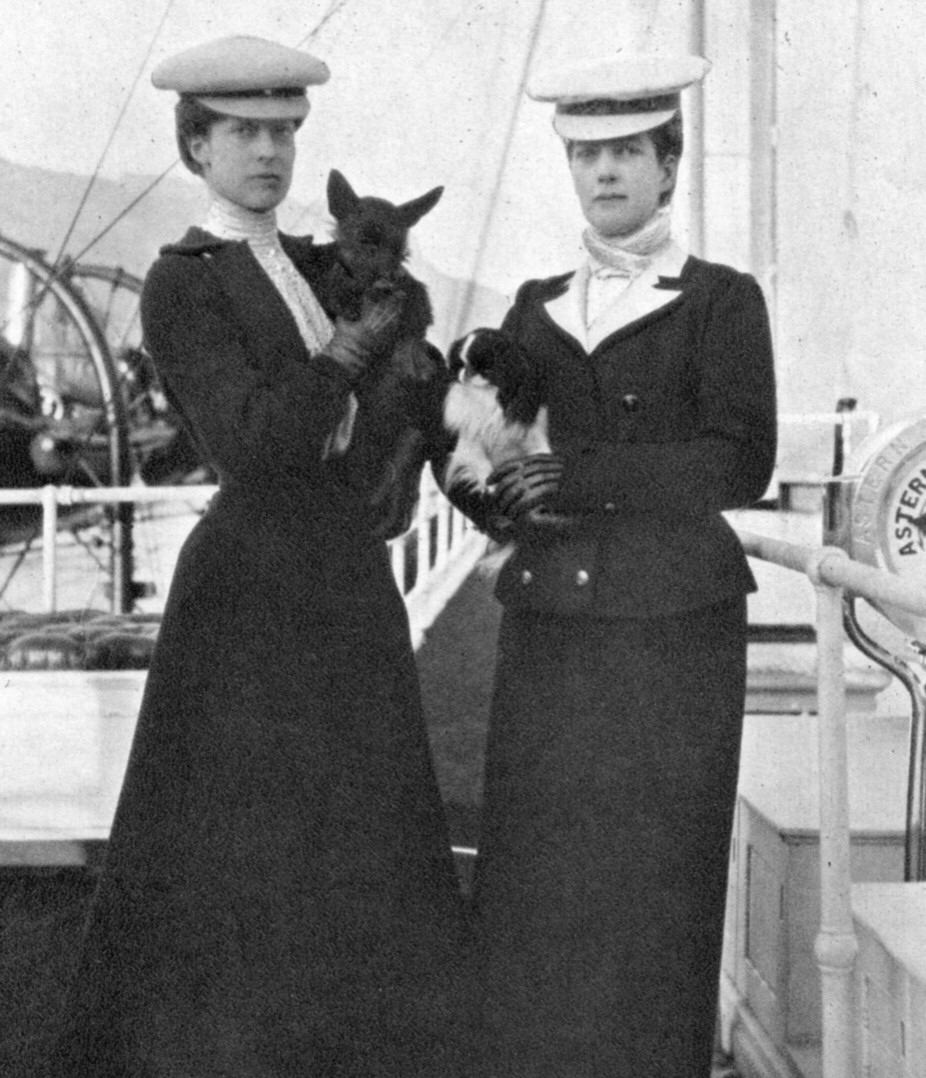
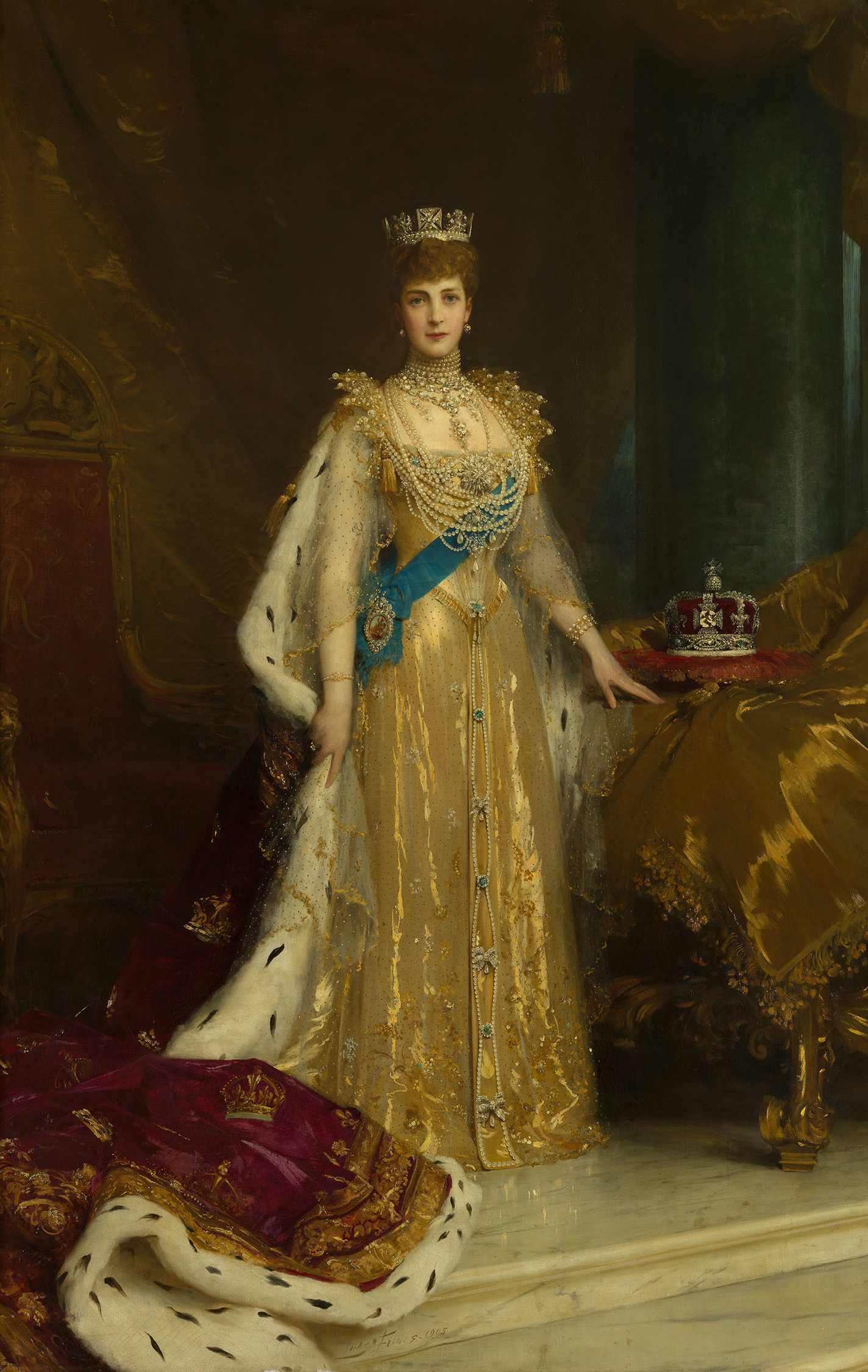
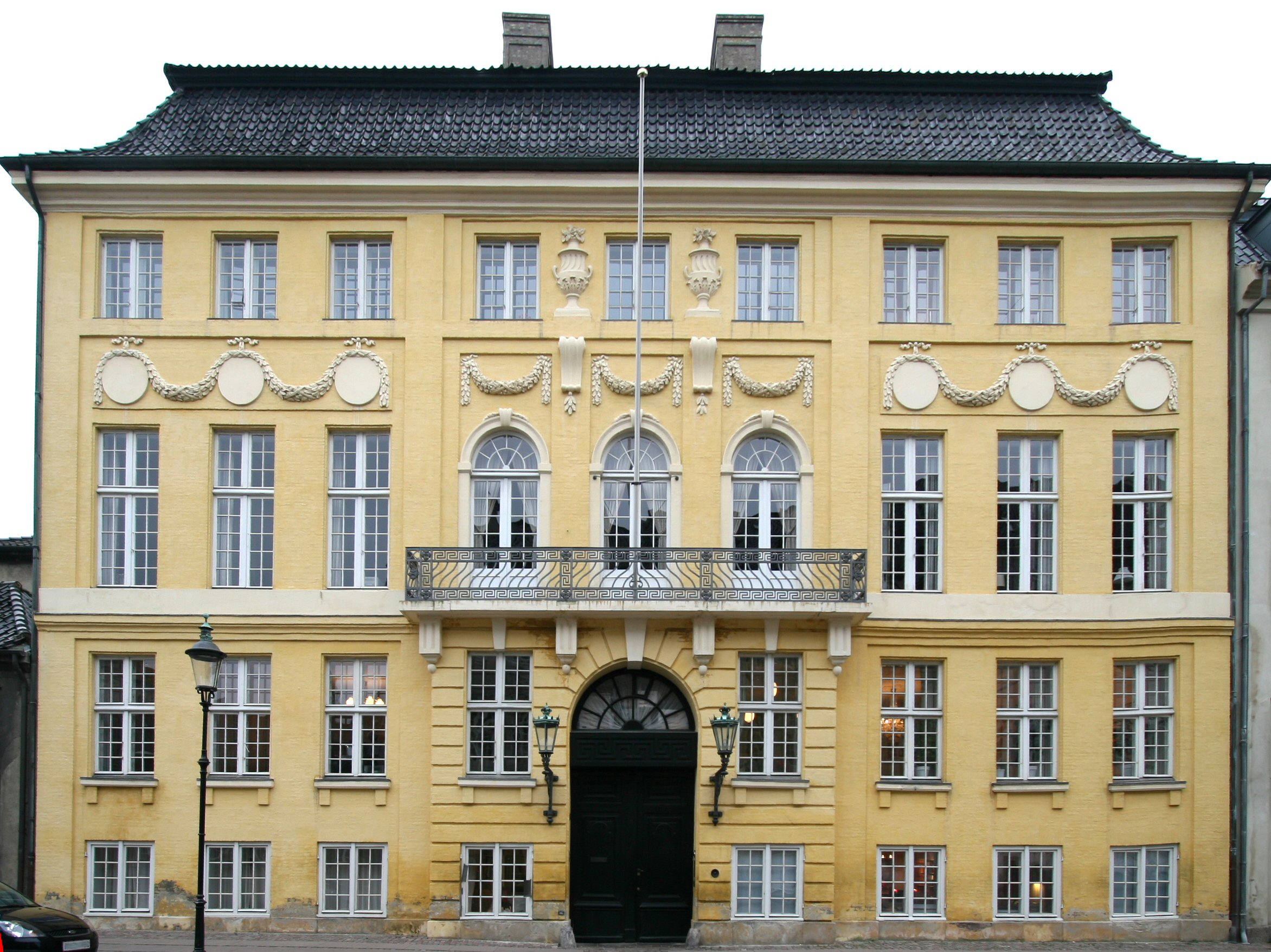
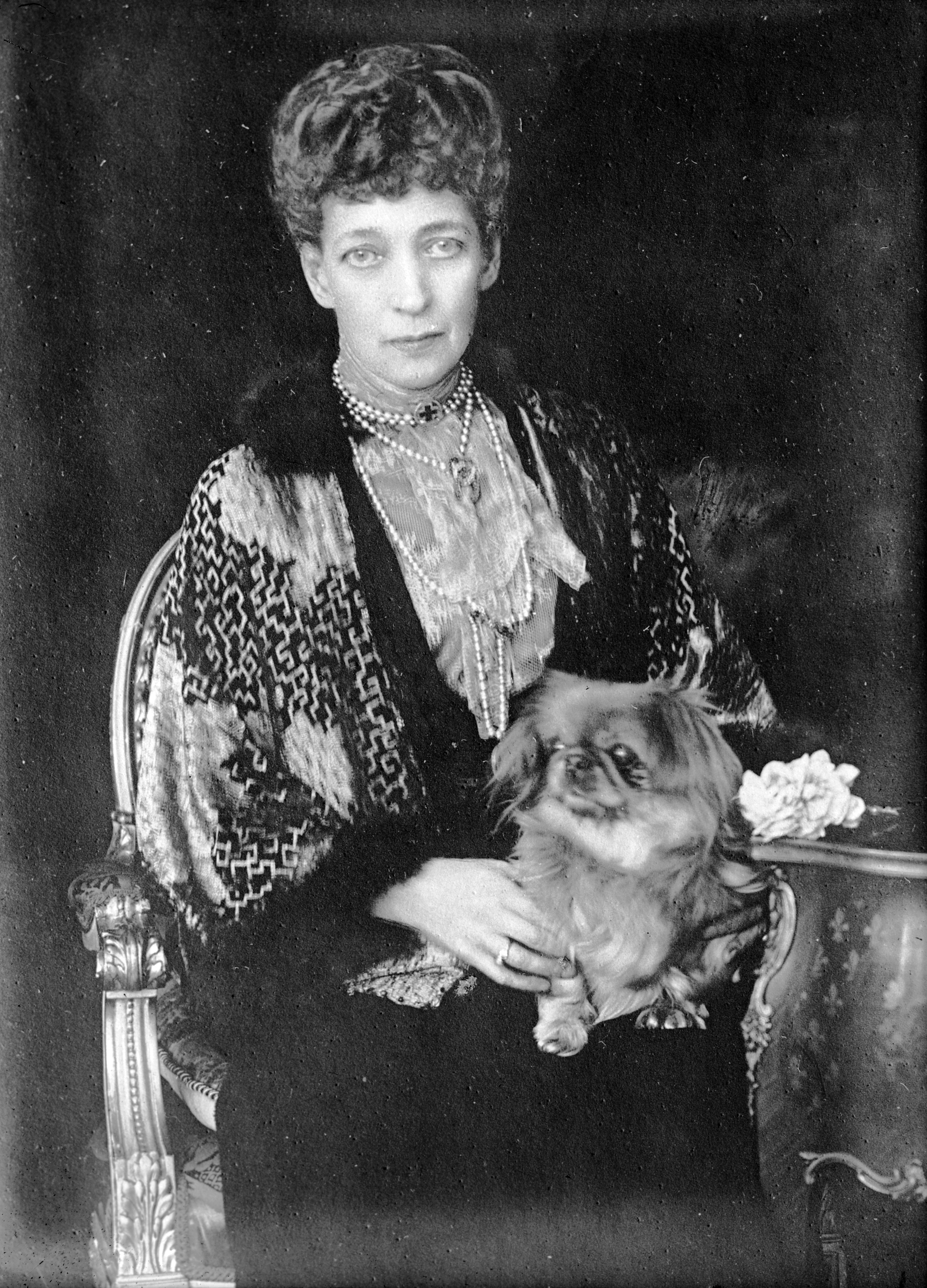
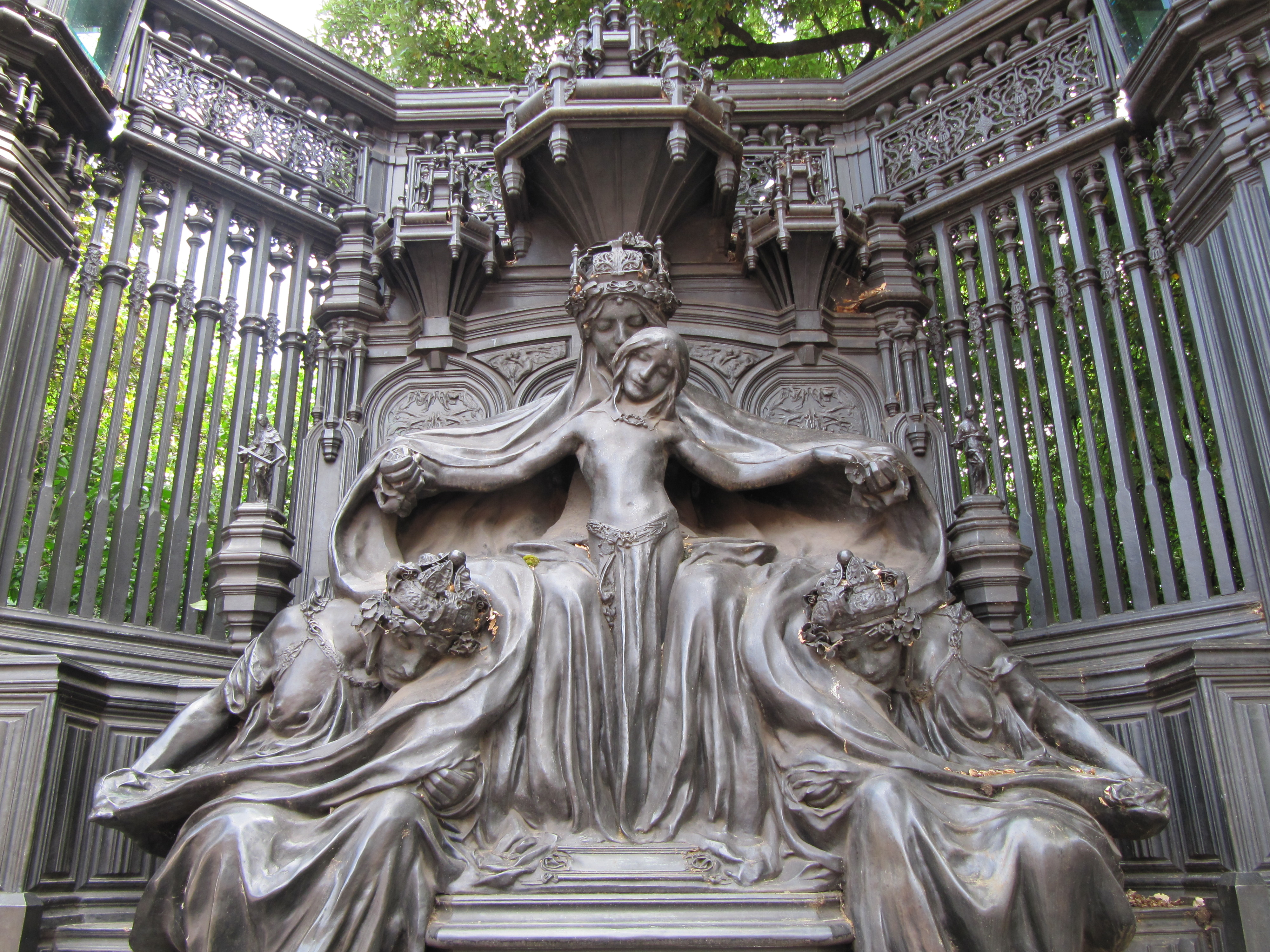
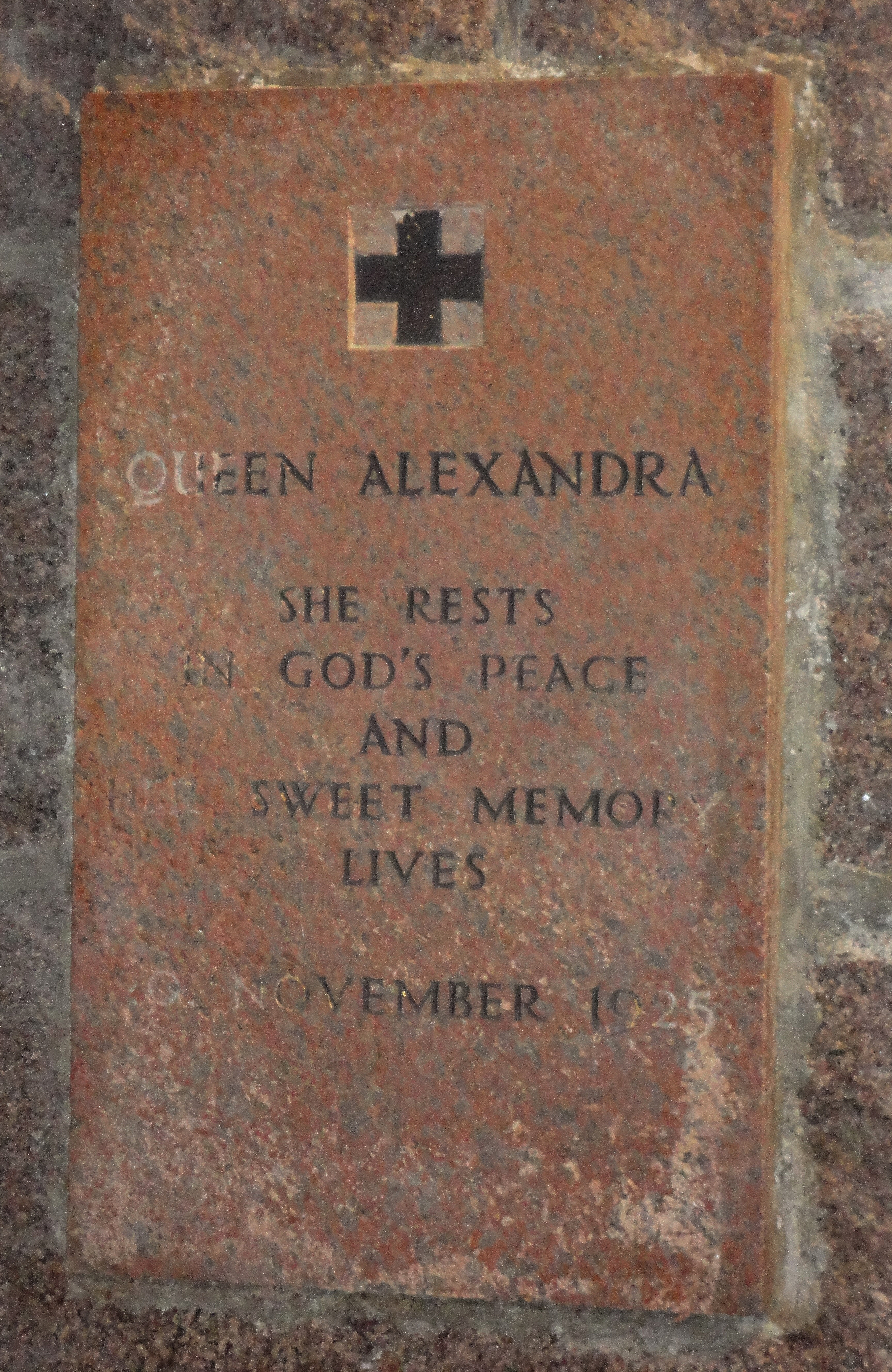